# Brett Dutton
Brett Allan Dutton (* 18. November 1966 in Hurstville City) ist ein ehemaliger australischer Radrennfahrer und nationaler Meister im Radsport.

## Sportliche Laufbahn
Bei den Olympischen Spielen 1988 in Seoul errang Brett Dutton die Bronzemedaille mit dem australischen Bahnvierer in der Mannschaftsverfolgung gemeinsam mit Stephen McGlede, Dean Woods und Wayne McCarney.
Bei den Commonwealth Games 1986 gewann er mit Glenn Clarke, Wayne McCarney und Dean Woods die Goldmedaille in der Mannschaftsverfolgung. Zweimal gewann er die nationale Meisterschaft im Zweier-Mannschaftsfahren, 1987 mit Clayton Stevenson und 1991 mit Gary Sutton als Partner. 1989 wurde er Vize-Meister.
Im Straßenradsport war er 1990 im Eintagesrennen Acht van Chaam (Amateurrennen) und 1992 auf einer Etappe des Commonwealth Bank Classic erfolgreich.